# バブルイスク
バブルイスク（ベラルーシ語: Бабруйск、露: Бобруйск、英: Babruysk）は、ベラルーシのマヒリョウ州、バブルイスク地区にある市。州都マヒリョウから南西に約110km離れており、近くをベレジナ川（ドニプロ川の支流）が流れている。人口は約21万人。

## 姉妹都市
- ウラジーミル（ロシア）
- ナロ＝フォミンスク（ロシア）
- ドニプロゼルジーンシク（ウクライナ）
- セヴリエヴォ（ブルガリア）
- Anenii Noi（：ルーマニア語版）（モルドバ）
- オスケメン（カザフスタン）
- Púchov（：スロバキア語版）（スロバキア）
- サコーリニキ地区（：ロシア語版）（ロシア、モスクワ市北東区）
- ムーロム（ロシア）
- ペトログラードスキー地区（：ロシア語版）（ロシア、サンクトペテルブルク市）
- ノヴォモスコフスク（ロシア）